# Carlo Ferrara
Carlo Ferrara es una marca italiana de relojes de lujo, conocida por los modelos de su colección "Regolatore", que cuentan con manecillas de horas y minutos en pistas verticales elípticas independientes. Los mecanismos de los relojes de la marca (vinculada a Italia), se fabrican en Suiza, y portan el Sello de Ginebra.

## Historia
El relojero italiano Carlo Ferrara (1943-2012), fundó la empresa que lleva su nombre en 1997, tras haber patentado en 1991 un complejo mecanismo capaz de marcar las horas en un dial elíptico independiente mediante una aguja cuyo eje se desliza a lo largo de una ranura vertical. Como los relojes de la firma Carlo Ferrara se fabrican a mano, la empresa produce anualmente tan solo 1.500 ejemplares. Sin embargo, Sergio Ferrara, hijo de Carlo, aspira a aumentar el número de productos fabricados.
La empresa ha expandido su red comercial a los mercados de Estados Unidos, Japón, Italia, Arabia Saudí, Emiratos Árabes Unidos y Hong Kong. Desde 2013, la compañía adoptó la denominación comercial Carlo Ferrara SA, y tiene su sede en la localidad suiza de Corgémont, en el cantón de Berna.